# ウジェーヌ・ル・ムールト
ウジェーヌ・ル・ムールト(Eugène Le Moult、 1882年-1967年)はフランスの昆虫採集家、標本商。
1882年にフランス西部の土地ブルターニュ・カンペールに生まれ、成人してからは南アメリカに渡りギアナ植民地の刑務所の役人となった。南アメリカには多くの美しい蝶が生息しており、蝶が好きであったムールトは刑務所の囚人たちに蝶を採集させることを考え、囚人たちの採集した蝶は船でヨーロッパに運ばれ売買され、その蝶を売った代金は囚人たちが刑期を終え出所する時に持たせた。
モルフォチョウの雄が青く反射するものを全て同種の雄と勘違いして追い払うために近づいてくる性質を利用して青い銀紙の反射によってモルフォチョウをおびき寄せ網で捕まえる方法を考案した。
彼のコレクションは現在ベルギー博物館に所蔵されている。
その経歴は、奥本大三郎『捕虫網の円光』平凡社、1993（のち中公文庫）に詳しい。